# تيرانوفا دي بولينو
تيرانوفا دي بولينو (بالإيطالية: Terranova di Pollino)‏ هي بلدية في مقاطعة بوتنسا في إقليم بازيليكاتا الإيطالي.

## السكان
في سنة 1861 بلغ عدد السكان 1٬914 نسمة، وتطور العدد ليصل في سنة 2011 لـ 1٬324 نسمة.
يظهر هذا المخطط البياني تطور النمو السكاني لـ تيرانوفا دي بولينو